# Ion Brătianu
Ne doit pas être confondu avec son fils, Ion I. C. Brătianu
 (juillet 2023).
Si vous disposez d'ouvrages ou d'articles de référence ou si vous connaissez des sites web de qualité traitant du thème abordé ici, merci de compléter l'article en donnant les références utiles à sa vérifiabilité et en les liant à la section « Notes et références ».
Ion C. Brătianu, né le 2 juin 1821 à Pitești et mort le 16 mai 1891 dans le village de Florica, dans le județ d'Argeș, est un homme d'État roumain.

## Biographie
Né à Pitești en Valachie, il entre dans l'armée de Valachie en 1838, et visite Paris en 1841 pour étudier.

### Carrière politique
Revenu en Valachie, il prend part, avec son ami Constantin Alexandru Rosetti et d'autres politiciens éminents à la révolution de 1848, et agit comme préfet de police dans le gouvernement provisoire formé cette année-là.
La restauration de l'autorité de la Russie et de la Turquie peu après l'expédie en exil. Il se réfugie à Paris, et tente d'influencer l'opinion des Français en faveur de la proposition de l'union et de l'autonomie des principautés danubiennes. En 1849, avec Nicolae Bălcescu et Ștefan Golescu, il fait partie du comité de rédaction du périodique La Tribune des peuples, qui était édité par le Polonais Adam Mickiewicz. En 1854, il est condamné à une amende de 120 £ et de trois mois d'emprisonnement pour sédition, et est plus tard enfermé en asile psychiatrique. Mais en 1856 il revient chez lui avec son frère, Dimitrie Brătianu, un de ses plus ardents opposants politiques futurs. Pendant le règne de Alexandre Jean Cuza (1859-1866), Brătianu est l'un des chefs libéraux importants. Il aide en 1866 à la déposition du Prince Cuza et à l'élection du prince Karl von Hohenzollern, sous lequel il occupe plusieurs portefeuilles ministériels les neuf années suivantes. Il est arrêté pour complicité dans la révolution de 1870, mais est rapidement relâché. 
En 1876, aidé par C. A. Rosetti, il forme un cabinet libéral, qui reste au pouvoir jusqu'en 1888. Cette fonction l'amène à s'impliquer indirectement dans la Guerre russo-turque de 1877-1878 : congrès de Berlin, installation du Royaume de Roumanie, révision de la Constitution. Après 1883, Brătianu devient l'unique chef des libéraux, en se disputant avec C. A. Rosetti, son ami et allié politique depuis près de quarante années. Sa longévité politique, sans équivalent dans l'histoire roumaine, le rend extrêmement impopulaire, et à la fin sa destitution apparait inévitable. Mais toute action contre le ministre aurait été interprétée comme une action dirigée contre le roi, qui était largement responsable de cette politique, et la destitution est annulée par un vote du parlement en février 1890.
Son fils Ion I. C. Brătianu fut, plus tard, également premier ministre du Royaume de Roumanie.

### Carrière littéraire
À côté de sa position d'homme d'État dans les années critiques 1876-1888, il acquiert une certaine renommée d'écrivain. Ses pamphlets politiques en français, Mémoire sur l'empire d'Autriche dans la question d'Orient (1855), Réflexions sur la situation (1856), Mémoire sur la situation de la Moldavie depuis le traité de Paris (1857), et La Question religieuse en Roumanie (1866), seront tous publiés à Paris.